# Hans-Henrik Ørsted
Hans-Henrik Ørsted (født 13. december 1954 i Grenaa) er en dansk cykelrytter og indehaver af timerekorden på 48,14472 km i tidsrummet 9. september 1985 til 26. september 1986, hvor den blev slået af Francesco Moser med næsten 400 meter. Tre Verdensmesterskaber opnåede Ørsted som professionel.
Hans-Henrik Ørsted vandt bronze i 4 km forfølgelsesløb ved de Olympiske Lege 1980 i Moskva.
Han vandt desuden som professionel 8 år i træk (1980-1987) medalje i det individuelle forfølgelsesløb på bane - 3 af dem var af guld - 1984 i Barcelona, 1985 i Bassano del Grappa og 1987 i Wien.
I 1985 vandt Ørsted Københavns seksdagesløb i Forum sammen med Gert Frank som det klassiske par nummer syv.  
Hans-Henrik Ørsted er tip-tip-oldebarn til H. C. Ørsted.